# Estrella de 1914
L'Estrella de 1914 (anglès: 1914 Star) és una medalla de campanya britànica, creada a l'abril de 1917 pel Rei Jordi V pel servei a la Primera Guerra Mundial. Va ser atorgada en 378.000 ocasions.
Era atorgada a tots aquells membres del Cos Expedicionari Britànic o Indi que van lluitar a França o a Bèlgica entre l'esclat de la guerra a l'agost de 1914 i la mitjanit del 22/23 de novembre de 1914 (dates de la declaració de guerra del Regne Unit contra les Potències Centrals i la data establerta del final de la Primera Batalla d'Ypres.)
També s'inclou el personal mèdic, així com les unitats navals i de marines ancorades a les costes franco-belgues.
Col·loquialment era coneguda com la "Mons Star". La majoria dels receptors eren els oficials i tropa de l'Exèrcit Britànic de pre-guerra, específicament al Cos Expedicionari Britànic (els Old Contemptibles) que van desembarcar a França poc després de l'esclat de la guerra i que van participar en la Retirada de Mons (d'aquí el malnom de "Mons Star").
Els receptors d'aquesta medalla també rebien la Medalla Britànica de la Guerra 1914-20 i la Medalla de la Victòria, i eren sovint anomenades irreverentment com "Pip, Squeak and Wilfred" (personatges d'un còmic anglès de l'època).
El 19 de novembre de 1919 s'atorgà una barra als homes "que havien servit sota el foc de l'enemic". La barra portava la inscripció "5 Aug to 22 Nov 1914", i s'indicava amb una roseta sobre el galó.
Els posseïdors de l'Estrella de 1914 no podien rebre l'Estrella de 1914-15.

## Disseny
Una estrella de 4 puntes de bronze, amb una corona imperial a la part superior, amb una alçada màxima de 50mm i una amplada màxima de 45mm.
A l'anvers apareixen dues espases "gladius" creuades, amb les puntes cap a dalt damunt hi ha dues espases creuades, i al damunt, una corona de fulles de roure. A la part inferior de la corona hi ha el monograma reial del Rei Jordi V i sobre el punt on s'uneixen les espases hi ha un rotlle amb la inscripció que diu "AUG 1914 NOV".
El revers és llis, i porta gravat el nombre, ranc, nom i unitat del receptor.
Penja d'una cinta de colors vermell blanc i blau (els colors de les banderes del Regne Unit i França), en franges difuminades.